# Sophta omopisoides
Sophta omopisoides är en fjärilsart som beskrevs av Emilio Berio 1954. Sophta omopisoides ingår i släktet Sophta och familjen nattflyn. Inga underarter finns listade i Catalogue of Life.